# Rolando Bonaparte
Rolando Napoléon Bonaparte, Príncipe Bonaparte (París, 19 de mayo de 1858 - ibíd. 14 de abril de 1924) fue un geógrafo y botánico francés.

## Primeros años de vida
Hijo de Pedro Napoleón Bonaparte el asesino de Victor Noir y de Leonor Justina Ruffin, nieto de Luciano Bonaparte, príncipe de Canino y Musignano y por lo tanto sobrino nieto de Napoleón.

### Matrimonio e hija
Casado el 18 de noviembre de 1880 con María Félix Blanc (1859-1882), hija del riquísimo Francisco Blanc, fundador del casino de Montecarlo y de la Sociedad de baños de mar de Mónaco. Tienen solo una hija, la princesa María Bonaparte, que devendrá princesa de Grecia y Dinamarca, mujer de letras y psicoanalista, amiga del Dr. Sigmund Freud. María Félix falleció pocos días después de dar a luz a causa de una trombosis. Rolando no vuelve a casarse, permaneciendo viudo el resto de su vida, dedicándose a sus aficiones científicas.

## Vida pública
Salido de la Escuela Militar Especial de Saint-Cyr en la promoción de Novi-Bazar (1877-1879), como subteniente de infantería. Reside en Guyancourt hasta 1880 como subteniente, en el 36.º regimiento de infantería, de la Batería de Bouviers. Mas debe renunciar a la carrera militar por la ley del 4 de junio de 1886 que impedía a los miembros de las familias reinantes de Francia de servir en las fuerzas armadas.
Entonces se torna hacia la geografía, la geología y la etnología. Gran explorador, utiliza la fotografía para realizar un inventario antropológico de poblaciones humanas. Proyecto que abandona para consagrarse a la botánica, constituyendo uno de los más grandes herbarios privados del mundo. Por sí y por numerosos corresponsales recibe material herborizado.
Gracias a la considerable fortuna herencia de su mujer, instala el herbario en una enorme residencia particular que hace construir en París: Avenida de Jena N.º 10 (en curso actual de reconversión en hotel de lujo, por Ubifrance, agencia francesa de desarrollo internacional de empresas). Además una rica colección de recuerdos napoleónicos, y una biblioteca de 150.000 volúmenes. ubicada en cuatro salas ornadas de ricas boisseries.

El Príncipe, escrito por Andrés Becq de Fouquières, de una bella estatura, de hombros masivos, cara grande, de poca empatía, mostachos y cejas espesos y negros: un físico similar, en todas sus formas, a las cariátides de la chimenea de piedra blanca de su sala comedor donde figuran dos granaderos de la Guardia, de Raffet.

Reconocido por sus pares, Rolando fue presidente de la "Sociedad de Geografía" de 1910 hasta su muerte y, en 1914, miembro de la Academia de las Ciencias Francesa, donde es presidente en 1919.
También fue igualmente un ardiente propagandista de la aviación naciente: en octubre de 1905, preside la conferencia constitutiva de la Federación Aeronáutica Internacional (FAI).
El herbario de Rolando Bonaparte tuvo 2.500.000 de muestras de 100.000 especies. Se propuso después de su muerte, donarlo al Museo Nacional de Historia Natural de Francia en París, que lo rechaza por falta de lugar, por lo que es transportado a Lyon por iniciativa de Eduardo Herriot. Tal herbario, aumentado de otras colecciones, hoy es albergado por la Universidad Claudio Bernard en el Campus de la Doua, en Villeurbanne y constituye el segundo herbario de Francia y el séptimo del mundo.
Rolando también dejó de legado fondos importantes para enriquecer la biblioteca de la "Sociedad de Geografía", como el de la villa de Ajaccio. Así fue un hombre de la cultura y un mecenas de la ciencia. Sin dejar descendencia masculina, fue el último representante de la rama de Luciano, el cual tras su muerte se extinguió en línea masculina.

## Algunas publicaciones
- Los Habitantes de Surinam, notas recurrentes de la Exposición colonial de Ámsterdam en 1883. París, 1884.
- Los Teatros Javaneses 1885.
- Les Derniers voyages des Néerlandais à la Nouvelle-Guinée. París, 1885.
- Notes on the Lapps of Finmark 1885.
- Antropología lapona 1886.
- Le fleuve Augusta 1887.
- Le Golfe Huon 1888.
- La pêche à la beleine sur les côtes de Norvège 1888.
- Les Danseuses Javanaises 1889.
- Le Glacier d¡Aletsch et le lac de Maerjelen. París, 1889.
- Les Somalis 1890.
- Le Premier établissement des Néerlandais à Maurice. París, 1890.
- Asambleas democráticas en Suiza 1890.
- Una Excursión en curso . París, 1891.
- Documentos de la época mongol del XIII al XIV siglo. París, 1895.
- y otros. Le Mexique au début du XXe Siècle. París, Librairie Ch. Delagrave. Dos tomos. Tomo 1  Tomo 2
- Le Prince Bonaparte,... Notes ptéridologiques (catorce fasc.) París, 1915-1924.
- numerosos artículos en el Bulletin du Muséum d'histoire naturelle y en el Bulletin de la Société botanique de France, y en otras publicaciones.

## Distinciones honoríficas
- Oficial de la Orden de la Legión de Honor (República Francesa).